# Paroxysm
Paroxysm, av grekiskans παροξυσμός, paroxysmós, "häftig rörelse", innebär anfallsvis uppträdande av ett sjukdomssymptom, till exempel en plötslig attack av kramp eller smärta.
En annan betydelse avser mera "upphetsning" eller "häftigt känsloutbrott" med karaktären av en attack. 